# Selliguea costulata
Selliguea costulata är en stensöteväxtart som först beskrevs av Vincenzo de Cesati, och fick sitt nu gällande namn av Wagner och Grether. Selliguea costulata ingår i släktet Selliguea och familjen Polypodiaceae. Inga underarter finns listade.